# VIII. Schriftstellerkongreß der DDR

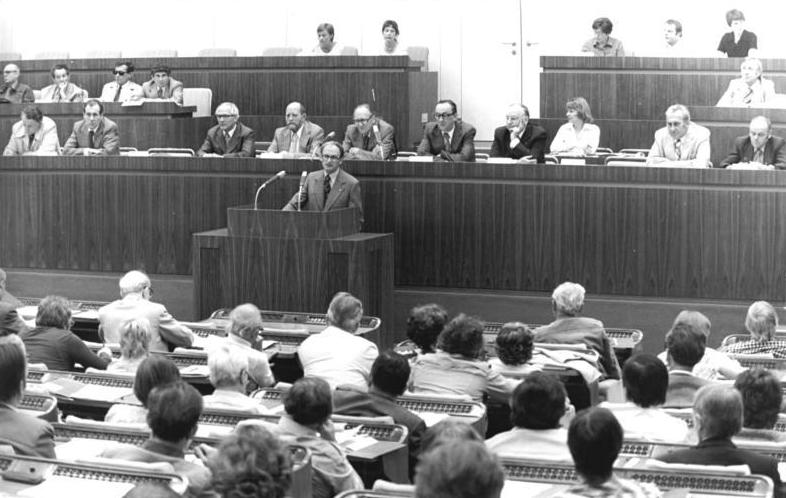
Eröffnungsrede von Hermann Kant

Der VIII. Schriftstellerkongreß der DDR fand vom 29. bis 31. Mai 1978 in Ost-Berlin statt.

## Vorgeschichte
Auf dem VII. Schriftstellerkongreß 1973 war es zu einer Annäherung von jungen kritischen Literaten mit dem neuen Staats- und Parteichef Erich Honecker gekommen, der eine tolerantere Kulturpolitik als sein Vorgänger befördern wollte. Nach der Ausbürgerung von Wolf Biermann im November 1976 und dem Protest von vielen namhaften Schriftstellern dagegen hatte es aber eine starke Polarisierung und Ausgrenzung gegenüber kritischen Autoren gegeben.
In der Vorbereitung des VIII. Schriftstellerkongresses wurde von der SED sehr darauf geachtet, ein möglichst staatsnahes Auftreten von Schriftstellern zu gewährleisten. Deshalb wurden fast alle Unterzeichner der Protestresolution von 1976, die noch in der DDR geblieben waren, wie Christa Wolf, Stefan Heym, Reiner Kunze, Franz Fühmann, Heiner Müller und andere, nicht eingeladen. Günther de Bruyn verzichtete freiwillig auf seine Teilnahme.
Auch von parteinahen Autoren wie Hermann Kant, Günter Görlich und Erwin Strittmatter wurde in vertraulichen Gesprächen mit Vertretern der SED die Befürchtung ausgesprochen, die bestehenden Probleme und Differenzen würden bei dem Kongress nicht thematisiert werden. Franz Fühmann thematisierte dies kurz vor dem Kongress in einem Artikel in der westdeutschen Wochenzeitung Die Zeit noch einmal sehr deutlich.

## Verlauf
Im Präsidium des VIII. Schriftstellerkongresses saßen neben Schriftstellern wie der scheidenden Verbandspräsidentin Anna Seghers, deren Nachfolger Hermann Kant, Erwin Strittmatter und Max Walter Schulz auch die politischen Verantwortlichen Erich Honecker, der SED-Chefideologe Kurt Hager und der Chefredakteur des Neuen Deutschlands Joachim Herrmann. Die Eröffnungsrede von Hermann Kant war dann eindeutig auf die Unterstützung der offiziellen Kulturpolitik gerichtet und kritisierte die abweichenden Autoren recht polemisch. Auch andere Autoren wie Helmut Sakowski und Günter Görlich äußerten sich ähnlich. Nur Stephan Hermlin erregte Aufsehen mit seiner Aussage, er sei ein spätbürgerlicher Schriftsteller und Kommunist sowie mit seinem Bemühen um Vermittlung.
Der Schriftstellerkongreß wählte Hermann Kant zum neuen Präsidenten des Schriftstellerverbandes und dessen Vorgängerin Anna Seghers zur Ehrenpräsidentin. Günther de Bruyn (und wahrscheinlich weitere Schriftsteller) wurde in Abwesenheit aus dem Vorstand des Schriftstellerverbandes ausgeschlossen.
Kant bezeichnete die DDR in seinem Vortrag als „Leserland“ bzw. „Bücherland“, in dem das Buch ein „Massengut“ sei, wertgeschätzt und eingebettet in eine sozialistische Lesekultur, die der der kapitalistischen überlegen sei. Damit umriss er eine Vorstellung, die dann erstmals unter dem Schlagwort „Leseland“ von Erich Honecker im Bericht des ZK der SED an den 10. Parteitag der SED im April 1981 verwendet wurde.